# Paseo de la fama de Hollywood
El paseo de la fama de Hollywood (Hollywood Walk of Fame) es una acera a lo largo de Hollywood Boulevard y Vine Street, en Hollywood, California, Estados Unidos, en cuyo suelo están colocadas más de 2000 estrellas de cinco puntas con los nombres de celebridades a las cuales la Cámara de Comercio de Hollywood honra por su contribución a la industria del cine o las series, el teatro, la música y la radio.[cita requerida]

## Extensión del Paseo de la Fama
El paseo de la fama transcurre desde el este hacia el oeste en el Hollywood Boulevard, desde Gower Street hasta la Brea Avenue, y de norte a sur en Vine Street entre Yucca Street y Sunset Boulevard. Cada estrella consiste de una pieza de terrazo en la que se enmarca una estrella de cinco puntas con fondo rosa y borde de bronce incrustado en un cuadrado de carbón. Dentro de la estrella rosa, está el nombre de la persona homenajeada grabado en bronce, y debajo se encuentra un emblema redondo, también en bronce, que indica la categoría por la que a esa persona se le concedió la estrella. Los emblemas son:

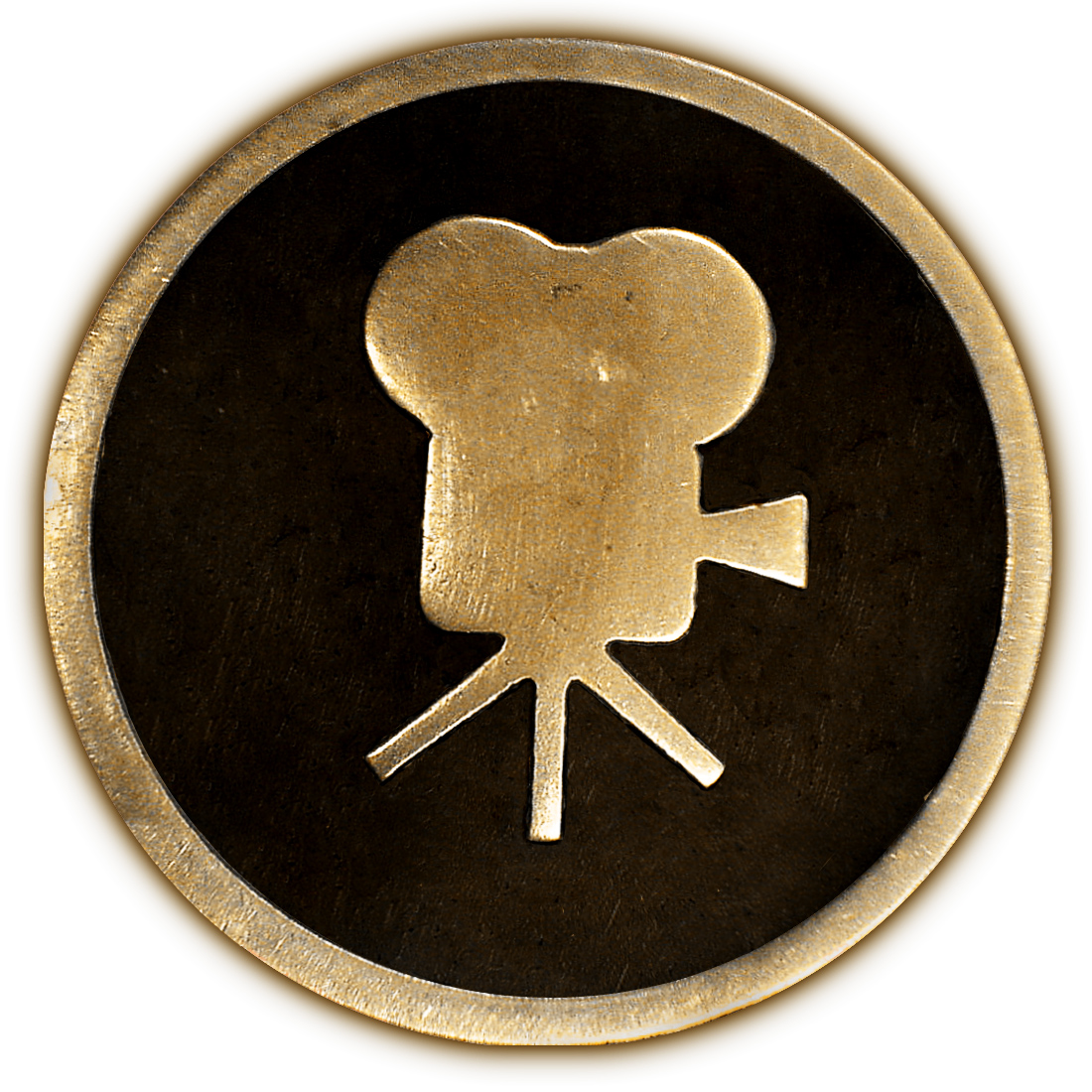
Una cámara cinematográfica, por su contribución a la industria del cine.
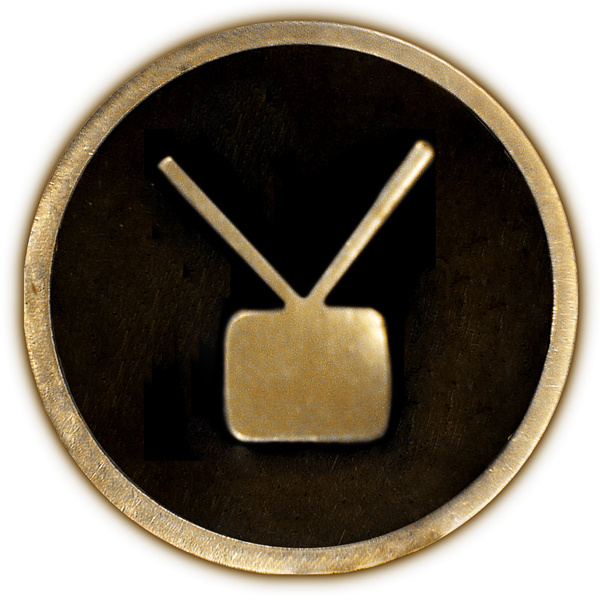
Un televisor, por su contribución a la industria televisiva.
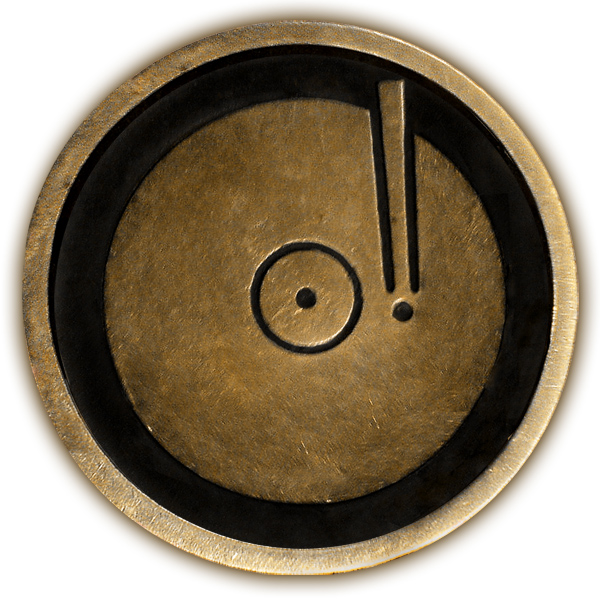
Un gramófono, por su contribución al mundo de la música.
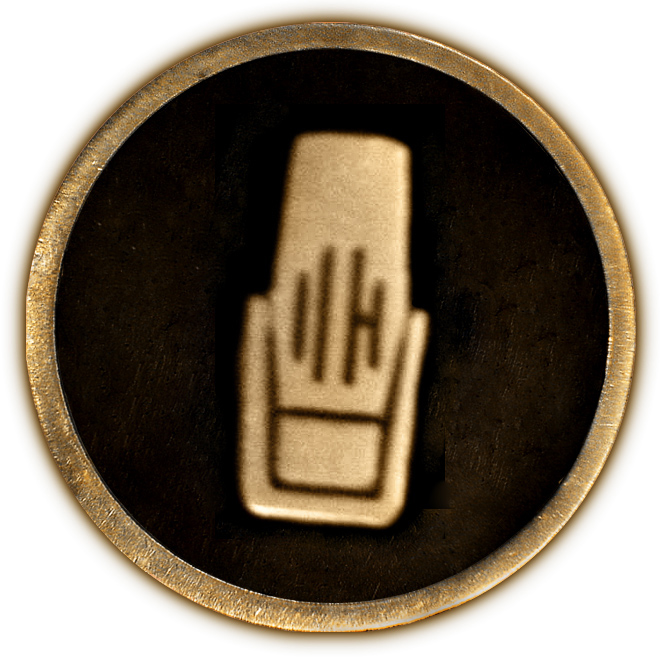
Un micrófono radiofónico, por su contribución en la industria de la radio.
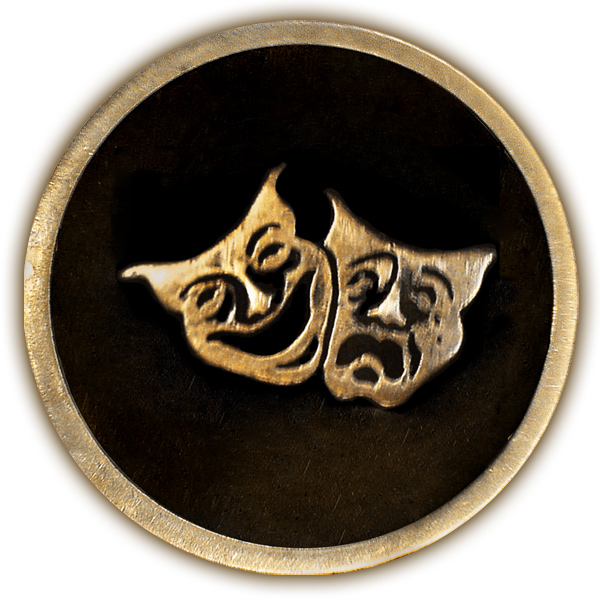
Una máscara tragicómica, por su contribución en la industria teatral.

## Historia

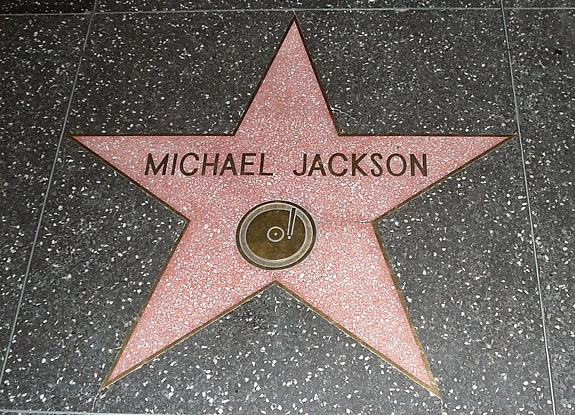
Michael Jackson, en el paseo de la fama.

Creado en 1958 por un artista californiano, Oliver Weismuller, que fue contratado por la ciudad para dar a Hollywood un "lavado de cara", el paseo de la fama se ha convertido en un homenaje a todas aquellas personas relacionadas con el mundo del espectáculo. Las personas homenajeadas reciben una estrella en función de sus logros en las películas, el teatro, la radio, la televisión y la música. Muchas personas recibieron varias estrellas durante la fase en distintas categorías; sin embargo, posteriormente se ha tendido a premiar a aquellas personas que todavía no habían recibido una estrella, y sólo se ha reconocido a personas anteriormente premiadas en varias ocasiones. En 1978, la ciudad de Los Ángeles declaró el paseo de la Fama como un Bien Cultural e Histórico.[cita requerida]
El paseo de la fama original tenía 2500 estrellas en blanco. Se otorgaron un total de 1.558 estrellas durante sus primeros 16 meses. Desde entonces, se han otorgado estrellas a un ritmo aproximado de dos al mes. Para 1994, más de 2000 de las estrellas iniciales habían sido otorgadas, y se incluyeron más estrellas para extender el paseo desde la Avenida Sycamore hasta la Avenida La Brea. Las estrellas se ubican en lugares permanentes, excepto en ocasiones en las que por causas especiales (por ejemplo, construcción de edificios, obras), las estrellas tienen que cambiarse de sitio.[cita requerida]
Las nuevas estrellas se eligen a partir de una lista de nominados que se publica el 31 de mayo de cada año. El Comité del Paseo de la Fama se reúne cada mes de junio para seleccionar los homenajeados del año siguiente. Las ceremonias de concesión están abiertas a todo el mundo y fueron conducidas por Johnny Grant, alcalde honorífico de Hollywood. Grant murió en 2008 en Estados Unidos, fue incinerado, y sus cenizas se esparcieron por debajo del Hollywood Sign.[cita requerida]

## Mantenimiento
El paseo de la fama es mantenido por la Hollywood Historic Trust. Para que una persona pueda obtener una estrella, debe estar de acuerdo en acudir a una ceremonia de entrega en los siguientes cinco años, y debía pagar en 1980 una cuota de 2500 dólares por costes tales como seguridad en la ceremonia de entrega. La tarifa aumentó a 15 000 en 2002, a 30 000 en 2012 y a 40 000 en 2017.[cita requerida]
En 2003, un reportaje en el canal Fox News aseguraba que las cuotas las pagaban habitualmente los patrocinadores (estudios cinematográficos o compañías discográficas) como publicidad para algún nuevo proyecto de la persona homenajeada. En otras ocasiones, la tarifa es pagada por un club de fanes o por la persona u organización premiada.[cita requerida]
En 2004, el número total de estrellas entregadas era de aproximadamente 2454, mientras que en 2013 aumentó a 2514.[cita requerida]

## Estrellas robadas
Desde que se empezaron a instalar las estrellas en 1960, han robado cuatro de ellas. Las de James Stewart y Kirk Douglas se retiraron debido a una construcción que se iba a realizar en la calle Vine, y se guardaron. De ahí fue de donde desaparecieron. El culpable fue un contratista que fue detenido con las dos estrellas completamente destrozadas e inutilizables.[cita requerida]
La estrella de Gene Autry también fue retirada por un proyecto de una construcción, y la robaron posteriormente. La estrella apareció en Iowa.[cita requerida]
El 27 de noviembre de 2005, la estrella de Gregory Peck fue robada del paseo cerca de la calle Gower. Esta vez no fue por un proyecto de construcción, sino que fueron unos ladrones quienes la arrancaron de la acera.[cita requerida]
Para evitar estos robos, se han tomado medidas tales como la colocación de cámaras de seguridad en la zona, aunque, como en el caso de 2005, no siempre da resultado. Por eso se ha introducido más vigilancia.[cita requerida]

## Presencia en videojuegos
El paseo de la fama ha sido representado en algunos videojuegos:
- Grand Theft Auto: San Andreas (2004): a causa de la calidad de gráficos las estrellas son un poco borrosas y los nombres no son visibles.
- Grand Theft Auto V (2013): son visibles los nombres en las estrellas, pero son los de los personajes de la saga Grand Theft Auto.
- The Crew (2014): son visibles las estrellas, pero no aparece ningún nombre en ellas.
- Overwatch (2016): En el mapa Hollywood son visibles los nombres en las estrellas, pero con los nombres de los personajes del juego.
- Los Sims 4 (2014): En el barrio de Starlight Boulevard está el Paseo Plumbob de la fama, lo único que cambia del paseo real es que en el juego las estrellas tienen la forma de un rombo (simulando al Plumbob) con los nombres de Sims famosos en Simlish.

## Datos de interés

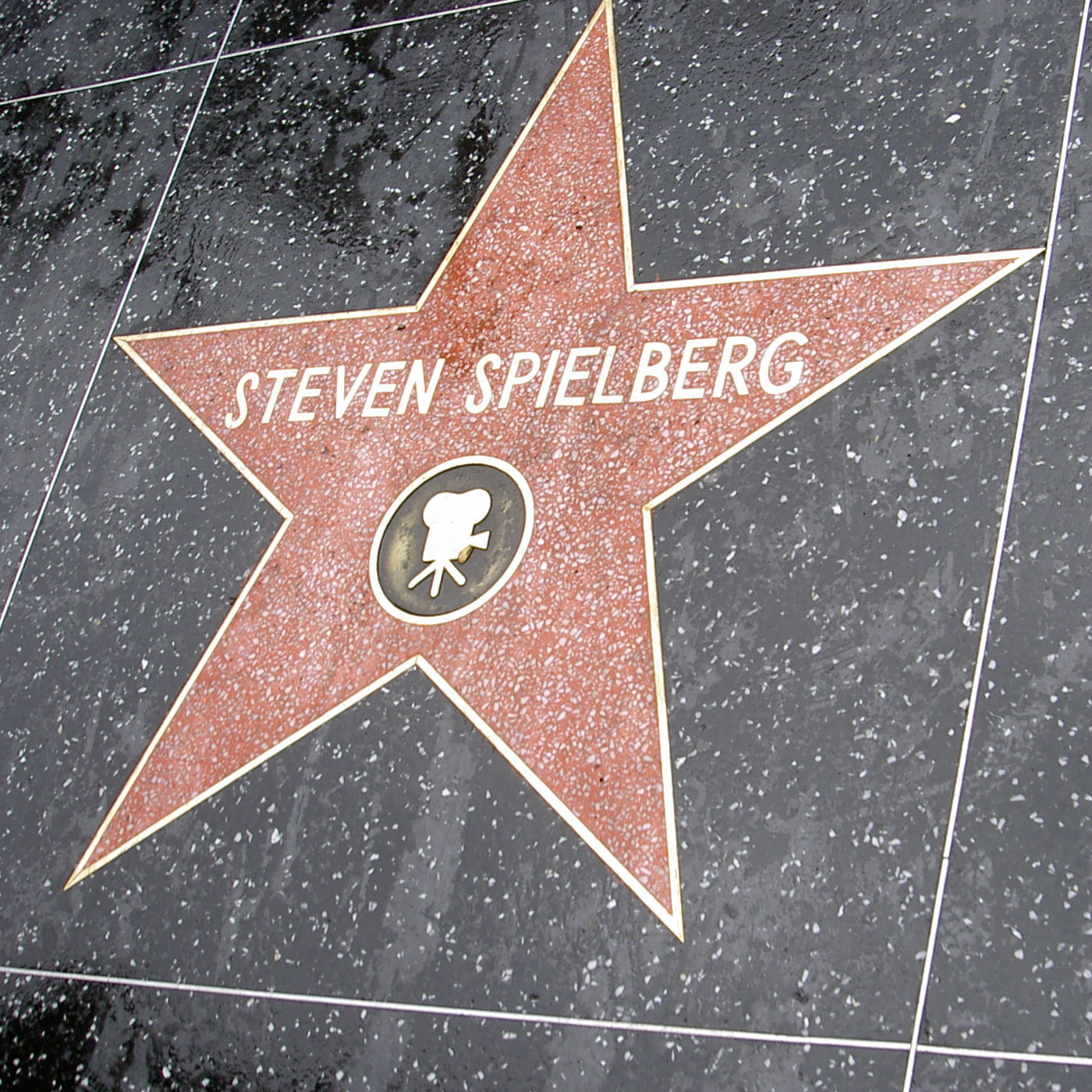
Steven Spielberg en el paseo de la fama.

- Celebridades de 35 nacionalidades poseen al menos una estrella en el Paseo. Los países son Alemania, Austria, Australia, Brasil, Canadá, Colombia, Cuba, Chile, China, Dinamarca, Ecuador, España, Francia, Grecia, Hungría, India, Irlanda, Israel, Italia, Japón, Lituania, México, Noruega, Nueva Zelanda, Perú, Polonia, Puerto Rico, Reino Unido, República Checa, Rumanía, Rusia, Sudáfrica, Suecia, Venezuela y Estados Unidos.
- La mayoría de los talentos artísticos en tener una estrella en el Paseo de la Fama de Hollywood, han sido principalmente anglófonos.
- La cantante Whitney Houston no posee una estrella porque sus representantes no fijaron una fecha para la ceremonia de entrega de la estrella y el plazo se venció en el 2000; Clint Eastwood, George Clooney, Al Pacino, Denzel Washington, Madonna, Prince, Bruce Springsteen, tampoco tienen estrellas porque nunca fijaron fecha o la rechazaron.
- Michael Jackson tiene 2 estrellas en una misma categoría, una como solista y otra con The Jacksons.
- Britney Spears es la cantante más joven en recibir una estrella, a los 21 años de edad, el 17 de noviembre de 2003.
- John Lennon, George Harrison, Ringo Starr y Paul McCartney tienen 2 estrellas en la misma categoría, una como solistas y otra con The Beatles, siendo el único grupo que tiene a todos sus integrantes con estrellas por partida doble.
- Ronald Reagan y Donald Trump son de los pocos presidentes de los Estados Unidos que tienen una estrella en el Paseo de la Fama de Hollywood. Aunque la de Donald Trump fue destrozada a martillazos el 26 de octubre de 2016 por una persona que afirmaba que su intención era recaudar dinero para la defensa legal de las mujeres que acusaban a Trump de haberse sobrepasado sexualmente con ellas.
- Joanne Woodward recibió la primera estrella del Paseo de la Fama el 9 de febrero de 1960.
- En el cruce de Hollywood Boulevard y Vine Street, unas "estrellas redondas" especiales en cada una de las cuatro esquinas conmemoran a los astronautas de la misión Apollo 11: Neil Armstrong, Michael Collins y Edwin E. Aldrin.
- La única persona que ha recibido una estrella en cada una de las cinco categorías ha sido Gene Autry.
- Desde 2005, las compañías pueden recibir estrellas en el Paseo. La primera que lo recibió fue Disneyland, en reconocimiento por su 50 aniversario. Los premios están en una propiedad privada cerca del paseo, y no son parte de este. Las compañías deben tener una fuerte presencia en Hollywood y tener una antigüedad de al menos 50 años.
- El Paseo de la Fama aparece brevemente en la película de 2003 The Italian Job así como en las películas Stuart Saves His Family, Mi chica, Pretty Woman, Los Ángeles de Charlie: Al límite, Starstruck, Burlesque e Inland Empire.
- Yvonne de Carlo posee 2 estrellas, una por su carrera cinematográfica y la otra por su papel televisivo en la serie The Munsters.
- Bette Davis también posee 2 estrellas, una por su carrera cinematográfica y la otra por sus diversos papeles en series y películas de televisión.
- Existen 2 actores con el mismo nombre, llamados Harrison Ford con estrellas en el Paseo de la Fama. El primero fue Harrison Ford, un actor de películas mudas, que recibió la estrella en los años 50 y cuya estrella está frente al restaurante Musso & Frank, en el 6665 de Hollywood Blvd. El segundo es el conocido actor Harrison Ford, cuya estrella se puede encontrar frente al Dolby Theatre, en el 6801 de Hollywood Blvd.
- Mary-Kate y Ashley Olsen, que tenían 17 años cuando recibieron la estrella, son las actrices más jóvenes en pertenecer al Paseo de la Fama. Son también las únicas gemelas que fueron premiadas por su contribución al mundo de la televisión.
- Run DMC es el primer grupo de hip hop que tiene una estrella en el Paseo.
- Queen Latifah es la primera cantante de hip hop en tener una estrella.
- Beniamino Gigli, Amelita Galli-Curci, Maria Callas, Renata Tebaldi, Blanche Thebom, Kirsten Flagstad, Marian Anderson, Beverly Sills, Helen Traubel, Plácido Domingo y Lotte Lehmann son algunos de los cantantes de ópera que poseen una estrella.
- Stan Lee (cocreador de Spider-Man, los X-Men, los Vengadores, etc.) es el único escritor de historietas en tener una estrella (desvelada el 4 de enero de 2012), la cual está en la categoría de cine.
- Backstreet Boys Howie Dorough, A.J Mclean, Brian Littrell, Nick Carter y Kevin Richardson recibieron por primera vez su estrella, aunado a la conmemoración del aniversario de sus 20 años de carrera artística el 22 de abril de 2013.
- Vince McMahon es el primero y único empresario ligado al entretenimiento televisivo de la lucha libre profesional que recibió la estrella en el Paseo de la Fama de Hollywood como reconocimiento a sus años en el entretenimiento de la lucha libre a través de su empresa como lo es WWE. A su vez, la estrella de McMahon es uno de los numerosos objetos inanimados en ganar el cómico campeonato Ironman Heavymetalweight de la promoción japonesa de lucha libre Dramatic Dream Team.[cita requerida]
- Dwayne "The Rock" Johnson es el único luchador profesional que recibió una estrella. Esto debido a su popularidad, tanto en su carrera en WWE como en Hollywood.

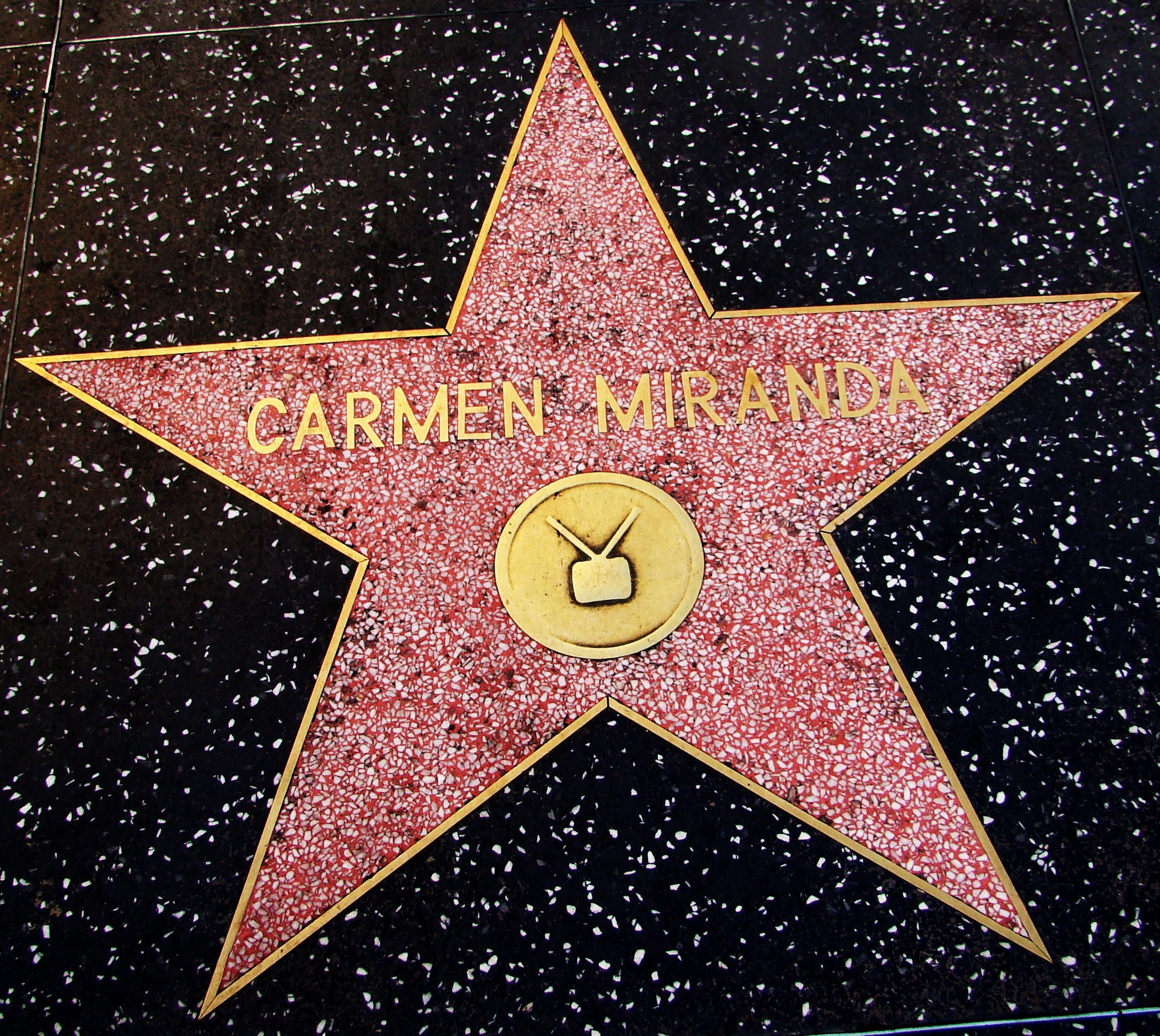
Carmen Miranda, "La bomba brasileña", en el paseo de la Fama.

- Carmen Miranda es la primera y única brasileña que ha recibido una estrella.
- La soprano peruana Yma Sumac fue la primera hispanoamericana que tiene su nombre inscrito en el Paseo de la Fama de Hollywood por su gran trayectoria e interpretación en las películas "Secreto de los Incas" (1954) con Charlton Heston y la película "Omar Khayyam" (1957).[1]
- Shakira y Sofia Vergara son las únicas colombianas que han recibido una estrella. La de Shakira fue otorgada el 8 de noviembre de 2011 por su carrera musical y trabajo filantrópico; y el de Sofia Vergara, otorgada el 7 de mayo de 2015 por su trabajo en la televisión.
- Jaime Jarrin es el único ecuatoriano en recibir una estrella en el Paseo de la Fama de Hollywood por su contribución en el mundo de la radiodifusión.[2]
- Don Francisco es el primer chileno que ha recibido una estrella, el número 2.179 se le otorgó en junio del 2001 por su popular programa Sábado Gigante creado por el mismo animador.
- Gustavo Dudamel es el único venezolano que ha recibido una estrella, otorgada el 22 de enero de 2019 por ser el director musical de la Orquesta Filarmónica de Los Ángeles.
- Dolores del Río se convirtió en la primera mujer mexicana en recibir la distinción.
- Cantinflas fue el primer actor varón mexicano en recibir su estrella en la categoría de cine en 1980.
- En 1960, Xavier Cugat fue el primer español en recibir la estrella. Le siguieron  Julio Iglesias (1985), Plácido Domingo (1993), Antonio Banderas (2005), Penélope Cruz (2011), Javier Bardem (2012) y Alejandro Sanz (2021).[3]
- Scorpions recibió su estrella en 2010, convirtiéndose en el primer grupo musical de Europa Continental en obtenerla.
- Rowan Atkinson (Mr. Bean), también tiene su estrella.
- Muhammad Ali pidió que su estrella no estuviera en el suelo y se encuentra en una vitrina situada en una pared en el exterior del Dolby Theatre.
- RuPaul recibió su estrella en 2018, convirtiéndose en la primera drag queen en obtenerla.
- Walt Disney, Chuck Jones, Friz Freleng, Walter Lantz, Charles M. Schulz, Jay Ward, Dr. Seuss, Matt Groening, Seth MacFarlane y John Lasseter son los únicos animadores, caricaturistas o ilustradores en tener una estrella de manera individual, mientras que William Hanna y Joseph Barbera son los únicos artistas de dichos tópicos en poseer una estrella compartida (la cual lleva el nombre del estudio que fundaron juntos; Hanna-Barbera).
- Los Simpson, Mickey y Minnie Mouse, Bugs Bunny, Campanilla, el Pato Donald, Blancanieves, Shrek, Snoopy, los Rugrats, el Pájaro Loco, Winnie the Pooh y el trío Alvin y las ardillas son los pocos personajes de dibujos animados que tienen una estrella.
- Kermit the Frog y Big Bird son los únicos títeres que tienen estrellas en el Paseo de la Fama. Ambos personajes poseen dos, una independientemente y otra con Los Muppets. Cabe mencionar que ambos fueron creados por Jim Henson, quién también posee una estrella.
- Godzilla es el único personaje ficticio japonés y monstruo del cine en tener una estrella.
- Batman es el único superhéroe en tener una estrella gracias a la celebración de su 85 aniversario de su creación por los escritores Bill Finger y Bob Kane.[4]

## Presión de los fanáticos de Queen
Muchos fanáticos presionaron a la directiva encargada de otorgar estrellas, para que concedieran una estrella al grupo Queen.
Este reconocimiento es el resultado de la campaña que organizaron los miles de admiradores que el grupo británico tiene en los Estados Unidos. Prueba de ello es que durante años los directores de la Cámara de Comercio de Hollywood recibieron alrededor de 300 cartas al año procedentes de los clubes de fanes de la banda para que se les otorgara este galardón.
En medio del clamor popular, Brian May y Roger Taylor, dos de los miembros de Queen, descubrieron la estrella del grupo en el Paseo de la Fama de Hollywood en 2002. De esta manera, y acompañados por el alcalde de la ciudad, Johnny Grant, los músicos fueron homenajeados, en representación de sus compañeros (John Deacon y Freddie Mercury), por los logros obtenidos durante toda la carrera musical del grupo.